# José Yepes
José Yepes Cardo (Sagunto, 9 de abril de 1942-ibidem, 30 de octubre de 2012) fue un actor español, que participó en alrededor de noventa películas a lo largo de su carrera cinematográfica iniciada a finales de la década de 1960 y finalizada prematuramente debido a un derrame cerebral sufrido en 1999.
También formó parte del reparto de series de televisión como Cuentos y leyendas, Los libros, Farmacia de guardia, Turno de oficio: 10 años después o Petra Delicado, entre otras. Asimismo intervino en obras de teatro televisado en programas como Estudio 1 o Novela.

## Filmografía completa
- Voy, lo mato y vuelvo (1967)
- Hay que educar a papá (1971)
- El padre de la criatura (1972)
- El vikingo (1972)
- París bien vale una moza (1972)
- Vente a ligar al Oeste (1972)
- ¡No firmes más letras, cielo! (1972)
- El retorno de Walpurgis (1973)
- Las señoritas de mala compañía (1973)
- La curiosa (1973)
- Las estrellas están verdes (1973)
- No encontré rosas para mi madre (1973)
- ...Y si no, nos enfadamos (1974)
- Tráfico de mujeres (1974)
- Yo la vi primero (1974)
- El calzonazos (1974)
- Las violentas (1974)
- La venganza de la momia (1975)
- El poder del deseo (1975)
- El paranoico (1975)
- La última jugada (1975)
- Yo soy Fulana de Tal (1975)
- Casa Manchada (1975)
- El hombre que supo amar (1976)
- El segundo poder (1976)
- El alijo (1976)
- La amante perfecta (1976)
- Estoy hecho un chaval (1976)
- El valle de la muerte (Mannaja) (1977)
- El perro (1977)
- Los días del pasado (1977)
- Nido de viudas (1977)
- El puente (1977)
- El ladrido (1977)
- Caperucita y Roja (1977)
- Tobi (1978)
- La ciudad maldita (1978)
- Oro rojo (1978)
- Estimado Sr. juez... (1978)
- Soldados (1978)
- El virgo de Visanteta (1979)
- Visanteta, estáte quieta (1979)
- La miel (1979)
- Madrid al desnudo (1979)
- Con uñas y dientes (1979)
- La invasión de los zombies atómicos (1980)
- Esperando a papá (1980)
- El lobo negro (1981)
- Los liantes (1981)
- Duelo a muerte (1981)
- Con el rabo entre las piernas (1981)
- Todos al suelo (1981)
- Adulterio nacional (1982)
- Si las mujeres mandaran (o mandasen) (1982)
- Piernas arriba (1982)
- El gran mogollón (1982)
- Buscando a Perico (1982)
- Carmen (1983)
- El crack II (1983)
- El currante (1983)
- Animales racionales (1983)
- Agítese antes de usarla (1983)
- Tuareg (1984)
- Los zancos (1984)
- El cura ya tiene hijo (1984)
- Los matasanos (1985)
- Serpiente de mar (1985)
- Crimen en familia (1985)
- Luces de bohemia (1985)
- Cuatro mujeres y un lío (1985)
- El recomendado (1985)
- La hoz y el Martínez (1985)
- Café, coca y puro (1985)
- El donante (1985)
- Banter (1986)
- Los presuntos (1986)
- La guerra de los locos (1986)
- Policía (1987)
- El Lute (camina o revienta) (1987)
- Gallego (1988)
- El río que nos lleva (1989)
- Aquí huele a muerto (1990)
- El robobo de la jojoya (1991)
- Solo o en compañía de otros (1991)
- Chechu y familia (1992)
- Todos a la cárcel (1993)
- El hombre de la nevera (1993)
- Una chica entre un millón (1994)
- Aquí llega Condemor, el pecador de la pradera (1996)
- Una piraña en el bidé (1996)